# Tagetes
Tagetes o cempasúchil es un género  de plantas herbáceas anuales o perennes en la familia de la margarita (Asteraceae). Son nativas del continente americano, distribuidas desde México hasta Perú.
Esta planta se conoce también como clavel de moro, marigold, clavelón africano, clavelón de la India, clavelón, claveles de las Indias, rosa de la India, clavel chino, damasquino, damasquina, clavel de China o clavel turco.
Comprende 151 especies descritas y de estas, solo 47 aceptadas.

## Descripción
Su tamaño varía entre 10 cm y 2,2 metros de altura. La mayoría de las especies tienen hojas verdes pinnatidivididas o compuestas. La flor posee una corola de 1 a 4-6 cm de diámetro, de colores naranja, amarillo o blanco. 
El tallo, que puede ser delgado o robusto, suele estar muy ramificado. Las hojas en la parte inferior son opuestas mientras que en la superior aparecen opuestas o alternas, cambiando de simples o enteras a compuestas con márgenes enteros a serrados, variadamente punteado-glandulares.
Presenta capitulescencias cimosas o solitarias, con pedúnculos cortos a alargados, delgados a marcadamente fistulosos. Los capítulos radiados y raramente discoides, pequeños a grandes; los involucros cilíndricos, fusiformes o campanulados; filarias en 1 serie, connadas casi hasta los ápices, variadamente punteadas. Los receptáculos planos a convexos, desnudos; flósculos del radio pocos a muchos, fértiles, las lígulas pequeñas a grandes, blancas, amarillas, a veces con manchas cafés, el tubo delgado; flósculos del disco perfectos, fértiles, pocos a muchos. Las corolas amarillas o anaranjadas, igual o desigualmente 4–5-lobadas; ramas del estilo largas, delgadas. Aquenios alargados, delgados, con varios ángulos, cortamente pubescentes o glabros; vilano de cerdas y/o escamas.
Las raíces son fibrosas. 
Dependiendo de la especie, las especies de Tagetes crecen bien en casi cualquier tipo de suelo. La mayoría de las selecciones hortícolas crecen mejor en suelos con buen drenaje, y se sabe que algunos cultivares tienen buena tolerancia a la sequía.
En horticultura suelen plantarse como anuales por su capacidad en el control de plagas de nemátodos, otras plantas adventicias, y otros insectos, pero las especies perennes están ganando popularidad.

## Taxonomía
El género fue descrito por Carlos Linneo y publicado en Species Plantarum 2: 887. 1753. La especie tipo es: Tagetes patula L.

## Etimología
Tagetes es un nombre que proviene de la mitología etrusca Tages, deidad vinculada al inframundo, la adivinación y la vida ultraterrena.

## Historia

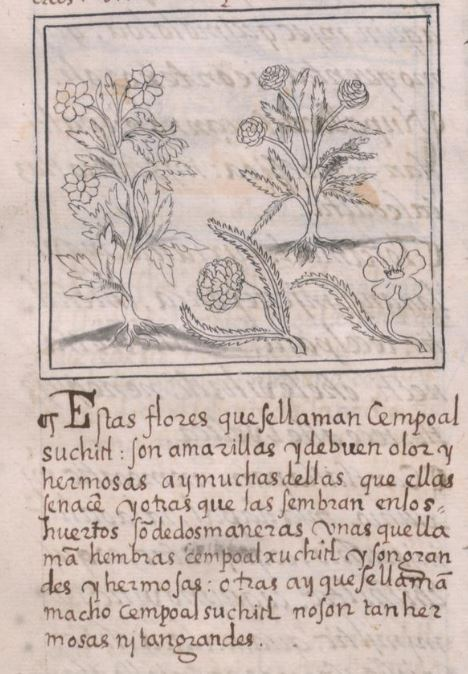
Ilustración del cempoalxochitl (abajo al centro) y su texto descriptivo en el Códice Florentino, hacia 1577

El registro arqueológico del uso de Tagetes erecta entre las civilizaciones prehispánicas no es tan abundante como en el caso de otras especies de la misma familia. Por ejemplo, se ha logrado establecer el uso ceremonial entre los mexicas de Tagetes lucida como planta aromática, a la que llamaban yauhtli, a través del análisis químico de los sahumerios encontrados los restos del Templo Mayor en la Ciudad de México. El término náhuatl cempoalxóchitl, era usado para referirse a varias especies de flores, lo que incluye tanto a Tagetes erecta, como Tagetes lucida, Tagetes patula, Tagetes lunulata, Tagetes tenuifolia, Tagetes peduncularis y Tagetes elongata. Lo anterior complica la diferenciación de una especie y otra cuando se usa tal término, no obstante, parece queTagetes erecta era nombrada principalmente con este término. 
Se ha propuesto la identificación deTagetes erecta de algunas flores representadas en el arte azteca, como las que se ven en el monolito de Coyolxauhqui, como parte del tocado de la diosa, proponiéndose como un símbolo de su soberanía o su muerte; igualmente, forman parte del collar que luce una deidad vegetal en un jarrón encontrado en el Templo Mayor aunque también podría tratarse de Tagetes patula.
Con la llegada de los españoles a México aumentó el registro documental sobre el uso ceremonial y medicinal de Tagetes erecta. Una de las principales fuentes es la Historia general de las cosas de Nueva España de fray Bernardino de Sahagún, en la que se describe la flor:

«Estas flores que se llaman cempoalxóchitl, son amarillas y de buen olor, y anchas y hermosas, que ellas se nacen, y otras que las siembran en los huertos; son de dos maneras, unas que llaman hembras cempoalxóchitl y son grandes y hermosas, y otras que hay las llaman machos cempoalxóchitl no son tan hermosas ni tan grandes.»
Historia general de las cosas de la Nueva España. Libro XI, 9, 216

Sahagún, en la misma obra, refiere que la planta tenía un papel en los rituales de la fiesta religiosa mexica del mes Teculhuitontli, donde se celebraba a la diosa de la sal Huixtocíhuatl, cuyo color era el amarillo, y a quien se ofrecía como sacrificio una mujer. Los asistentes a dicha ceremonia portaban en las manos unos cempoalxóchitl y otros iztáuhyatl (Artemisia mexicana).

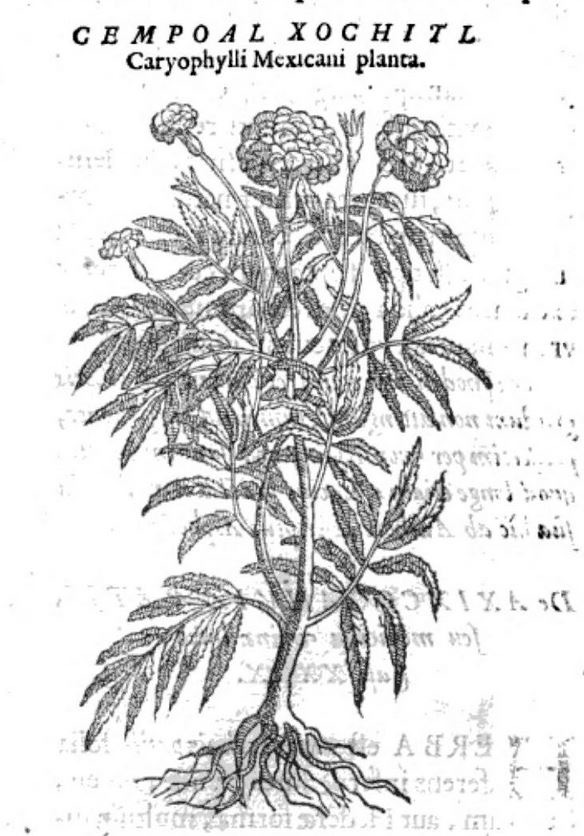
Ilustración en la Rerum medicarum Nouae Hispaniae thesaurus de Francisco Hernández deTagetes erecta (Cempoalxochitl)

En la obra del médico Francisco Hernández, Historia Natural de la Nueva España, se describe que el nombre cempoalxóchitl lo recibían al menos siete tipos de flores, señalando que el término describía propiamente a la más grande de entre ellas y que los españoles le llamaron clavel de indias, enumera, también, sus propiedades médicas:

«Tienen todas hojas como de tanaceto, flores amarillas, o amarillas con algo de bermejo, de temperamento caliente y seco en tercer grado, sabor acre, partes sutiles y olor un tanto fuerte. Tiene virtud resolutiva y aperitiva; el jugo de las hojas tomado o las mismas hojas machacadas y tomadas con agua o con vino atemperan el estómago frío, provocan las reglas, la orina y el sudor, alejan los fríos de las intermitentes untadas un poco antes del acceso, quitan la flatulencia, excitan el apetito venéreo, curan la debilidad que proviene de destemplaza fría del hígado, abren las vías obstruidas, aflojan los miembros contraídos, alivian la hidropesía, provocan vómito tomadas con agua tibia, y curan los fríos de las fiebres y aun las fiebres mismas evacuando la causa por la orina y el sudor.»
Historia natural de la Nueva España, Tomo II. Libro IV, CLXXIX

Diego Durán, en su Historia de las Indias de Nueva España y islas de Tierra Firme, escrito en el siglo XVI, hace mención del cempasúchil, al que llama cenpoalxochitl, como parte del ritual dedicado a la diosa Cihuacóatl que luego eran ofrecidas a Huitzilopochtli cuyo culto estaba relacionado con el de la primera y a la que se celebrara en la festividad llamada Huey Tecuihuitl. Una danza de mujeres ataviadas con estas flores acompañaba a una doncella que se identificaba con la diosa pero recibía el nombre de Xilonen, representación del maíz.

«[...] juntamente salian todas las mugeres y mançebas que tenían con el cabello tendido y cercenado por encima las cejas y sobre el vnas guirnaldas de rossas amarillas grandes que ellos llamauan (cenpoalxochitl) muy bestidas de galanos adereços todos loas braços enplumados de galanas plumas y çarcillos de oro y piedras con rossas en las manos [...]. Acauado el bayle tomauan ellas todas aquellas guirnaldas de rossas y sartas con quellos hauian baylado y las con quellas hauian baylado y subianse por el templo de Hvitzilopochtly como por primicias de las rossas de aquel genero porque no las hay hasta entonces. Llamauan a esta cerimonia xochipaina que quiere decir apresuramiento destas rossas tanbien le llaman xochicalaquia que quiere decir ofrecer y traer rossas al tenplo como por diezmo o primicia.» (sic)
Fray Diego Durán. Historia de las Indias de Nueva España y islas de Tierra Firme. Capítulo XCI.

A mediados del siglo XVI los herbarios europeos comenzaron a incluir las plantas del géneroTagetes dentro de sus clasificaciones. Leonhart Fuchs no menciona a T. erecta en su obra de 1542, De historia stirpium commentarii insignes, en donde solo enumera a Tagetes patula con el nombre deTagetes indica, mostrando con ese nombre la confusión que había respecto al origen de esta especie de plantas al cual se le atribuía como lugar de origen la India, sin embargo, es el primero en otorgarle a este género el nombre "tagetes", que dos siglos más tarde sería retomada por Linneo. Se ha señalado como la primera mención de T. erecta la que hace Matthias de L'Obel en su Plantarum seu stirpium historia, nombrándola Othona maior y Flos africanus maior simplici, presumiendo que el origen de la flor sería el norte de África.

## Especies aceptadas
Especies aceptadas
- Tagetes apetala Posada-Ar.
- Tagetes argentina Cabrera
- Tagetes biflora Cabrera
- Tagetes campanulata Griseb.
- Tagetes dianthiflora Kunth
- Tagetes elliptica Sm.

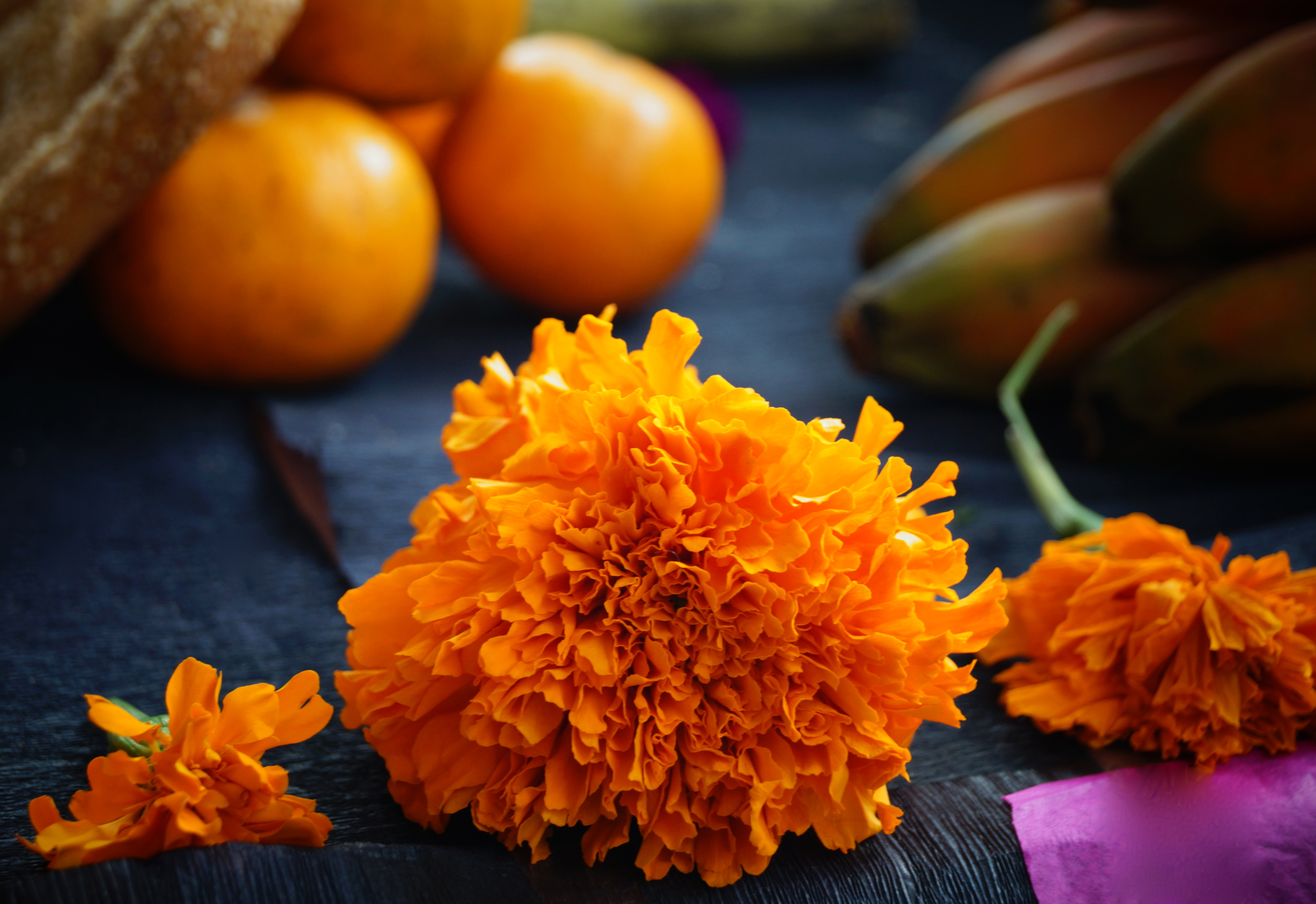
Cempoalxochitl (llamadas "Tagetes" en España) en una ofrenda para el Día de Muertos.

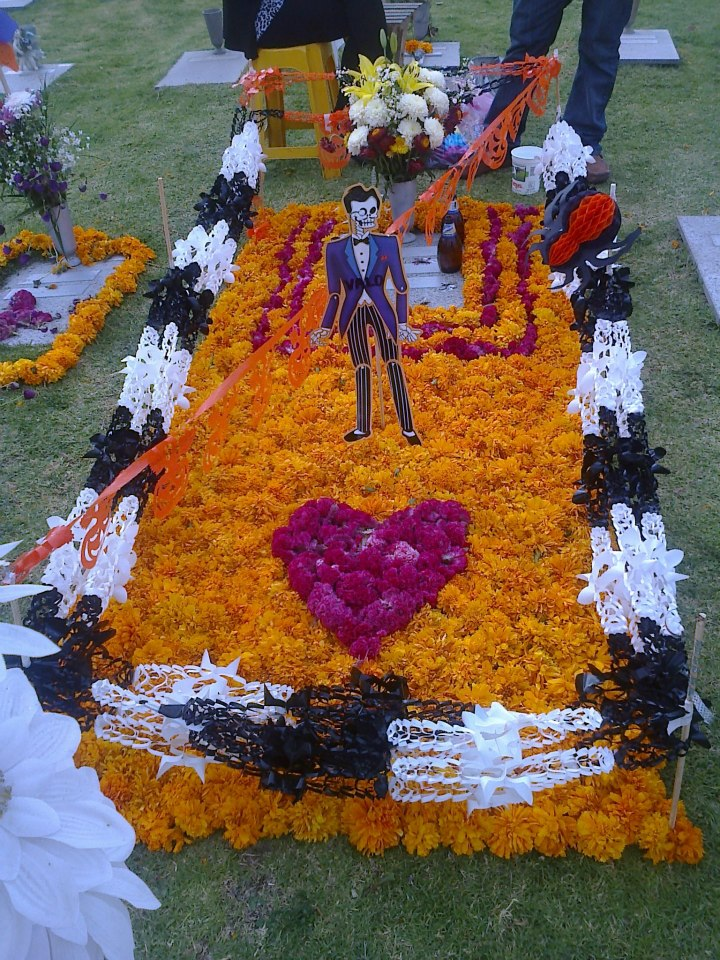
Cempoalxochitl como parte de la decoración de una tumba para el Día de Muertos en México

- Tagetes erecta L. - Cempasúchil amarillo
- Tagetes erythrocephala Rusby
- Tagetes filifolia Lag.
- Tagetes foeniculacea Desf.
- Tagetes foetidissima DC.
- Tagetes gracilis DC.
- Tagetes graveolens L'Hér.
- Tagetes hartwegii Greenm.
- Tagetes heterocarpha Rydb.
- Tagetes laxa Cabrera
- Tagetes lemmonii A.Gray
- Tagetes lacera Brandegee
- Tagetes linifolia Seaton
- Tagetes lucida Cav.
- Tagetes mandonii Sch.Bip.
- Tagetes mendocina Phil.
- Tagetes micrantha Cav.
- Tagetes minuta L.
- Tagetes mulleri S.F.Blake
- Tagetes multiflora Kunth
- Tagetes nelsonii Greenm.
- Tagetes parryi A.Gray
- Tagetes patula L. - Cempasúchil rojo
- Tagetes pectinata Turcz.
- Tagetes perezii Cabrera
- Tagetes pringlei S.Watson
- Tagetes pusilla Kunth - anís-anís, anisillo del Perú.[23]
- Tagetes riojana M.Ferraro
- Tagetes rupestris Cabrera
- Tagetes stenophylla B.L.Rob.
- Tagetes subulata Cerv.
- Tagetes tenuifolia Cav.
- Tagetes terniflora Kunth
- Tagetes verticillata Lag. & Rodr.
- Tagetes zyaquirensis Humb. & Bonpl.

## Importancia cultural

### Tagetes lucida
La especie Tagetes lucida, conocida como pericón, se utiliza en México para preparar un té medicinal dulzón y anisado. También se utiliza como hierba culinaria en muchos climas cálidos, como sustituto del estragón.

### Tagetes minuta
Tagetes minuta, originaria del sur de Sudamérica, es una planta de porte alta y erguida con flores pequeñas que se utiliza como hierba culinaria en Perú, Ecuador y partes de Chile y Bolivia, donde se denomina con el término inca huacatay. La pasta se utiliza para preparar el popular plato de patatas llamado ocopa. Con notas tanto "verdes" como "amarillas/naranjas", el sabor y el olor de la T. minuta fresca es como una mezcla de albahaca dulce, estragón, menta y cítricos. También se utiliza como té medicinal para las afecciones gastrointestinales y específicamente contra los nematodos.

### Tagetes - varias especies
Cempoalxochitl decorando una tumba para el Día de los Muertos en México
La cempoalxochitl se consideraba la flor de los muertos en el México prehispánico, paralelamente al lirio en Europa, y todavía se utiliza mucho en las celebraciones del Día de los Muertos
Otra variedad de Tagete llamada Tagete de maceta (Calendula officinalis) se utilizó históricamente en las antiguas culturas griega, romana, de Oriente Medio e india como hierba medicinal, así como tinte para tejidos, alimentos y cosméticos. Muchos de estos usos persisten hoy en día. También se utilizan para fabricar aceite para proteger la piel.
Durante la época colonial, las variedades nativas de estas flores fueron sustituidas por especies americanas como T. erecta, T. patula y T. tenuifolia. Tagetes también se cultiva mucho en la India y Tailandia, sobre todo las especies T. erecta, Tagetes patula y T. tenuifolia. Se vende siempre en los mercados para los cultos y rituales diarios.
Se utilizan grandes cantidades de Cempoalxochitl en guirnaldas y decoración para bodas, festivales y actos religiosos. El cultivo de la caléndula está muy extendido en los estados indios de Telangana, Andhra Pradesh, Tamil Nadu, Bengala Occidental, Karnataka y Uttar Pradesh (para el mercado de Deepawali)).
En Ucrania, las chornobryvtsi (T. erecta, T. patula y la caléndula de sello, l. tenuifolia) se consideran uno de los símbolos nacionales y se mencionan a menudo en canciones, poemas y cuentos.
Hay otras plantas similares con otros usos en partes del mundo.